# Tom Koivisto
Tom Koivisto (* 4. Juni 1974 in Turku) ist ein ehemaliger finnischer Eishockeyspieler, der zuletzt bei der Tingsryds AIF in der HockeyAllsvenskan unter Vertrag stand.

## Karriere
Tom Koivisto begann seine Karriere als Eishockeyspieler in seiner Heimatstadt in der Nachwuchsabteilung von TPS Turku, für dessen Profimannschaft er ab 1992 zweieinhalb Jahre lang in der SM-liiga und für deren Farmteam Kiekko-67 Turku er im selben Zeitraum in der zweitklassigen I divisioona aktiv war. In diesem Zeitraum wurde er mit seiner Mannschaft in der Saison 1992/93 erstmals finnischer Meister, sowie 1994 Vizemeister. Im Laufe der Saison 1994/95 wechselte der Verteidiger zu TPS' Ligarivalen HPK Hämeenlinna, für den er insgesamt viereinhalb Jahre spielte. Daraufhin stand er von 1999 bis 2002 bei Jokerit Helsinki unter Vertrag. Mit dem Hauptstadtclub wurde er 2000 zunächst Vizemeister und in der Saison 2001/02 schließlich Meister. Im Meisterjahr wurde er in das All-Star Team der SM-liiga gewählt und erhielt die Pekka-Rautakallio-Trophäe als ligaweit bester Verteidiger.
Im NHL Entry Draft 2002 wurde Koivisto in der achten Runde als insgesamt 253. Spieler von den St. Louis Blues ausgewählt. In seiner einzigen Spielzeit in der National Hockey League, der Saison 2002/03, erzielte er in 22 Spielen für die St. Louis Blues insgesamt zwei Tore und vier Vorlagen. Parallel spielte er für deren Farmteam Worcester IceCats überwiegend in der American Hockey League. In der folgenden Spielzeit spielte der finnische Nationalspieler ausschließlich für Worcester, woraufhin ihn die Blues am 9. März 2004 zu den Phoenix Coyotes transferierten. Dort kam er jedoch ebenfalls bloß für deren AHL-Farmteam Springfield Falcons zum Einsatz, woraufhin er nach Europa zurückkehrte, wo er von 2004 bis 2008 je zwei Spielzeiten lang für den Frölunda HC in der schwedischen Elitserien, mit dem er in der Saison 2004/05 Schwedischer Meister und ein Jahr später Vizemeister wurde, sowie die Rapperswil-Jona Lakers aus der Schweizer National League A.
Von 2008 bis 2010 stand Koivisto für Jokerit Helsinki in der SM-liiga auf dem Eis. Anschließend unterschrieb er einen Vertrag beim schwedischen Club Tingsryds AIF aus der HockeyAllsvenskan, der zweiten schwedischen Spielklasse.

### International
Für Finnland nahm Koivisto im Juniorenbereich an der Junioren-Europameisterschaft 1992, sowie den Junioren-Weltmeisterschaften 1993 und 1994 teil. Im Seniorenbereich stand er im Aufgebot seines Landes bei der Weltmeisterschaft 2002, sowie 2005 bei der Euro Hockey Tour.

## Erfolge und Auszeichnungen
- 1993 Finnischer Meister mit TPS Turku
- 1994 Finnischer Vizemeister mit TPS Turku
- 2000 Finnischer Vizemeister mit Jokerit Helsinki
- 2002 Finnischer Meister mit Jokerit Helsinki
- 2002 Pekka-Rautakallio-Trophäe
- 2002 SM-liiga All-Star Team
- 2005 Schwedischer Meister mit dem Frölunda HC
- 2006 Schwedischer Vizemeister mit dem Frölunda HC

## Statistik
(Stand: Ende der Saison 2011/12)